# Sainte-Christine (Quebec)

Sainte-Christine é uma municipalidade do Condado de Acton, na província canadense de Quebec.
Em fins de 2006, a população era de 755 habitantes.
|                   | Norte: Saint-Théodore-d'Acton, Lefebvre, Durham-Sud |                  |
| Oeste: Acton Vale | Sainte-Christine                                    | Leste: Maricourt |
| Sudoeste: Roxton  | Sul: Béthanie, Valcourt                             |                  |